# Naucleopsis naga
Naucleopsis naga är en mullbärsväxtart. Naucleopsis naga ingår i släktet Naucleopsis och familjen mullbärsväxter.

## Underarter
Arten delas in i följande underarter:
- N. n. meridionalis
- N. n. naga